# Eduardo Cáceres Lehnhoff
Eduardo Cáceres Lehnhoff (Ciudad de Guatemala, 2 de junio de 1906-Ciudad de Guatemala, 31 de enero de 1980) fue un connotado abogado guatemalteco, miembro activo del Club Rotario de Guatemala, socio fundador de la Universidad Rafael Landívar y vicepresidente de Guatemala de 1970 a 1974, junto al presidente general Carlos Arana Osorio. Murió trágicamente durante la Quema de la embajada de España en Guatemala el 31 de enero de 1980.

## Biografía
Nació el 2 de junio de 1906 y era hijo de Eduardo Cáceres y López y María Cristina Lehnhoff Aguado. Estudió en la Escuela Preparatoria y luego, a partir de 1920, en el Instituto Nacional Central para Varones, en donde participó activamente las actividades que ocurrieron a principios de ese año en contra del gobierno de Manuel Estrada Cabrera.
Tras terminar el bachillerato estudió en la facultad de Derecho de la Universidad Nacional. Al mismo tiempo que recibió clases, fue catedrático en el Instituto Privado y Escuela Preparatoria Anexa, en el Instituto Modelo, en el Colegio El Deber, en el colegio Santa Teresita y en la Escuela Normal de Comercio. Contrajo matrimonio con Mercedes García-Salas Monroy.
En junio de 1944 fue parte de los 311 ciudadanos que firmaron un memorial solicitando al presidente Jorge Ubico Castañeda la reinstauración de las garantías constitucionales en Guatemala; este documento fue un factor importante en los movimientos populares que concluyeron con la renuncia de Ubico Castañeda el 1 de julio de 1944. Tras la caída del régimen revolucionario de Jacobo Árbenz en 1954, Cáceres Lehnhoff fue parte de la Asamblea Nacional Constituyente que emitió la Constitución política de 1956, y en la que se le permitió a la Iglesia Católica recuperar la capacidad de tener bienes.
En 1961 formó parte del grupo de filántropos e intelectuales que fundó la Universidad Rafael Landívar y fue un miembro activo del Club Rotario de Guatemala, en donde fue gobernador del Distrito 424, asistiendo a asambleas mundiales rotarias y fomentando la creación de clubes en Guatemala, tal y como el Club Rotario Guatemala Sur en 1967.

## Muerte
El jueves 31 de enero de 1980 se reunieron en la sede diplomática española Cáceres Lehnhoff, el excanciller Adolfo Molina Orantes y el jurista Mario Aguirre Godoy con el embajador de entonces, Máximo Cajal López por una celebración próxima del Instituto de Cultura Hispánica. Durante esa reunión, las instalaciones de la misión diplomática fueron tomadas por campesinos provenientes de El Quiché y estudiantes universitarios que los asesoraban. Tanto los ocupantes como los campesinos murieron trágicamente cuando la policía incendió la embajada española. Únicamente se salvaron Mario Aguirre Godoy (quien huyó justo a tiempo), el embajador Cajal (gravemente herido con quemaduras en los brazos) y el campesino Gregorio Yujá Xona, pero este último fue secuestrado del hospital en que estaba y asesinado esa misma noche.
| Documental fílmico Ni uno vivo Guatemala 31 de enero de 1980: \| Secciones \| Descripción \| \| ----------------------------------------------------------- \| -------------------------------------------------------------------------------------------------------------------------------------------------------------------------------------------------------------------------- \| \| Ni uno vivo: Tragedia en la Embajada de España en Guatemala \| Documental sobre los hechos acontecidos el 31 de enero de 1980 en la Embajada de España en Guatemala. Presenta entrevistas con los principales participantes, entre sobrevivientes y periodistas que cubrieron los hechos. \| | |
| Secciones | Descripción |
| Ni uno vivo: Tragedia en la Embajada de España en Guatemala | Documental sobre los hechos acontecidos el 31 de enero de 1980 en la Embajada de España en Guatemala. Presenta entrevistas con los principales participantes, entre sobrevivientes y periodistas que cubrieron los hechos. |